# Édouard Martin (syndicaliste)
Pour les articles homonymes, voir Édouard Martin et Martin.
Édouard Martin, né le 15 juin 1963 à El Padul en Espagne, est un homme politique et ancien syndicaliste français de la CFDT. Il est connu pour sa défense des sidérurgistes lorrains, notamment lors de la fermeture des derniers hauts-fourneaux de l'ArcelorMittal de Florange. Il est élu député européen lors des élections européennes de 2014, sous les couleurs du Parti socialiste (PS) avant de rejoindre Génération.s en 2018. Il a siégé au sein du groupe de l'Alliance progressiste des socialistes et démocrates au Parlement européen.

## Biographie

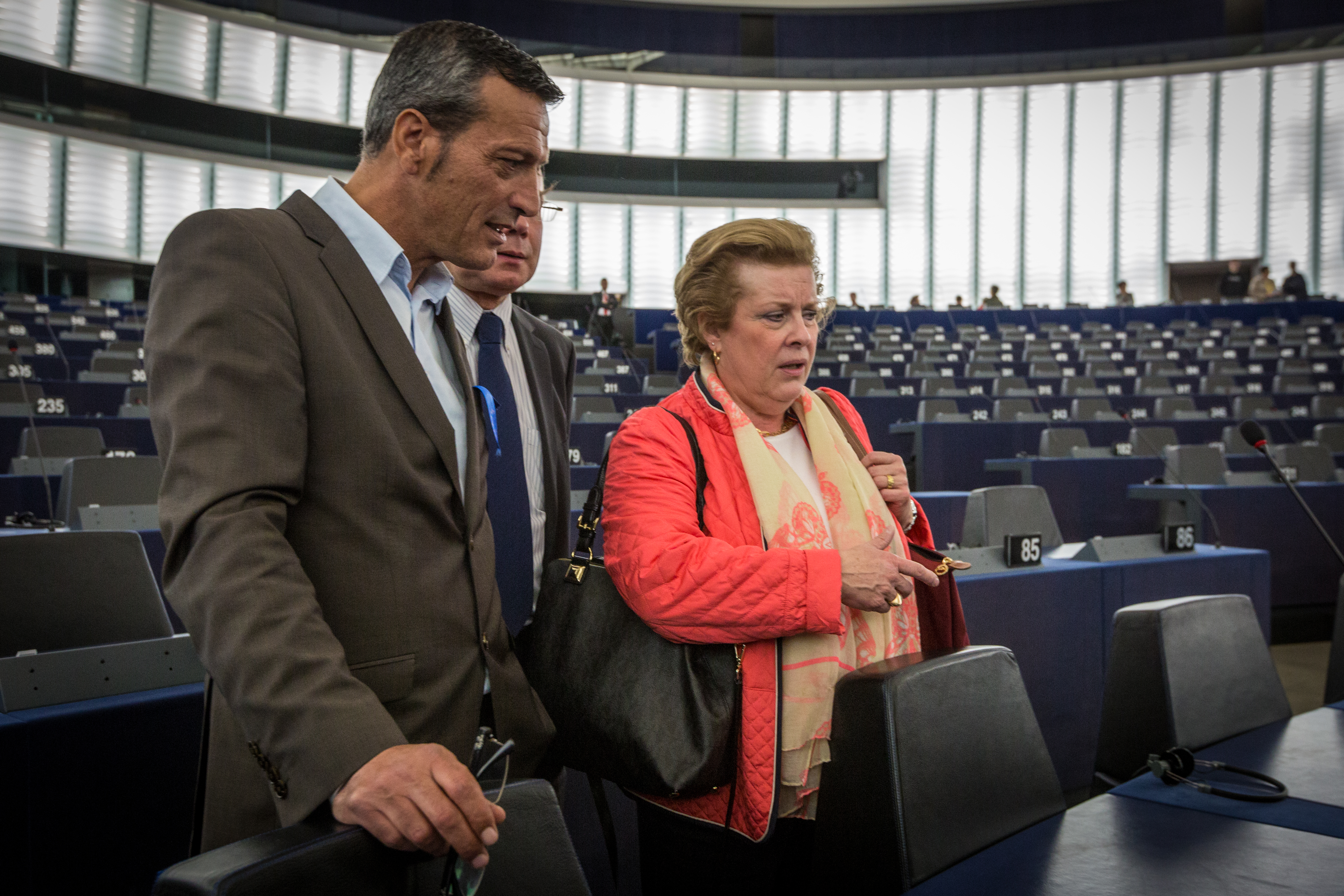
Édouard Martin et Catherine Trautmann au Parlement européen de Strasbourg le 4 mai 2014.

### Origines et formation
Né Eduardo Martín Benítez en Espagne, il grandit en Grenade avec ses cinq frères et sœurs. Son père est journalier. Sa famille émigre en Lorraine en 1971, à la recherche d’un travail à l’usine sidérurgique de Gandrange-Rombas, alors propriété de Sacilor.
En 1981, Édouard Martin est titulaire d’un CAP d’électromécanicien. La même année, le 31 octobre 1981, il est embauché à la Sollac, à Florange.

### Carrière et engagements
En 1989, Édouard Martin est élu délégué du personnel CFDT de l’usine sidérurgique de Florange, fonction qu'il occupera jusqu'en 1993. Vingt ans après, en 2009, il prend la tête de la lutte contre la fermeture de l'aciérie de Gandrange,, alors qu'il occupe depuis 2006 et jusqu'en 2013 le siège de membre du comité d'entreprise européen d'ArcelorMittal. 
À la fermeture de l'aciérie, la CFDT dépose une stèle à la sortie , pour manifester l'impuissance des pouvoirs publics à sauver les 600 emplois concernés, y faisant graver en lettres d'or: "Ici reposent les promesses de Nicolas Sarkozy faites le 4 février 2008 à Gandrange: +Avec ou sans Mittal, l'Etat investira dans Gandrange+" puis volée en janvier 2012.
Non loin de là, l'avenir des deux hauts-fourneaux du site ArcelorMittal de Florange, où plus de 2000 autres salariés produisent de l'acier brut , devient "un enjeu politique après la visite de François Hollande alors candidat" à l'élection présidentielle. Deux mois avant le 1er tour, le 24 février 2012, perché sur la camionnette de l'intersyndicale à Florange, François Hollande déclare: « quand une grande firme ne veut plus d'une unité de production et ne veut pas non plus la céder nous en ferions obligation pour que les repreneurs viennent et puissent donner une activité supplémentaire». 
Cependant, dès le 30 novembre 2012, Edouard Martin apprend la fermeture, quelques mois après l'élection de François Hollande, malgré une "lutte intense et ultra-médiatique" et le projet de reprise d'Ulcos basé sur l'acier « vert », quand Jean-Marc Ayrault et ArcelorMittal "entérinent" un accord comportant des « promesses d’investissements », qui se traduisent surtout par « 629 emplois » détruits. 
Les syndicats déposent alors une stèle dénonçant la « trahison » de François Hollande, dont les autres visites sur le site seront « chahutées ». Edouard Martin intervient lui en ouverture du journal télévisé de 20 heures de France2 le 6 décembre quand le PDG d'ArcelorMitall refuse le projet Ulcos d'acier « vert », visant à sauver le site. 

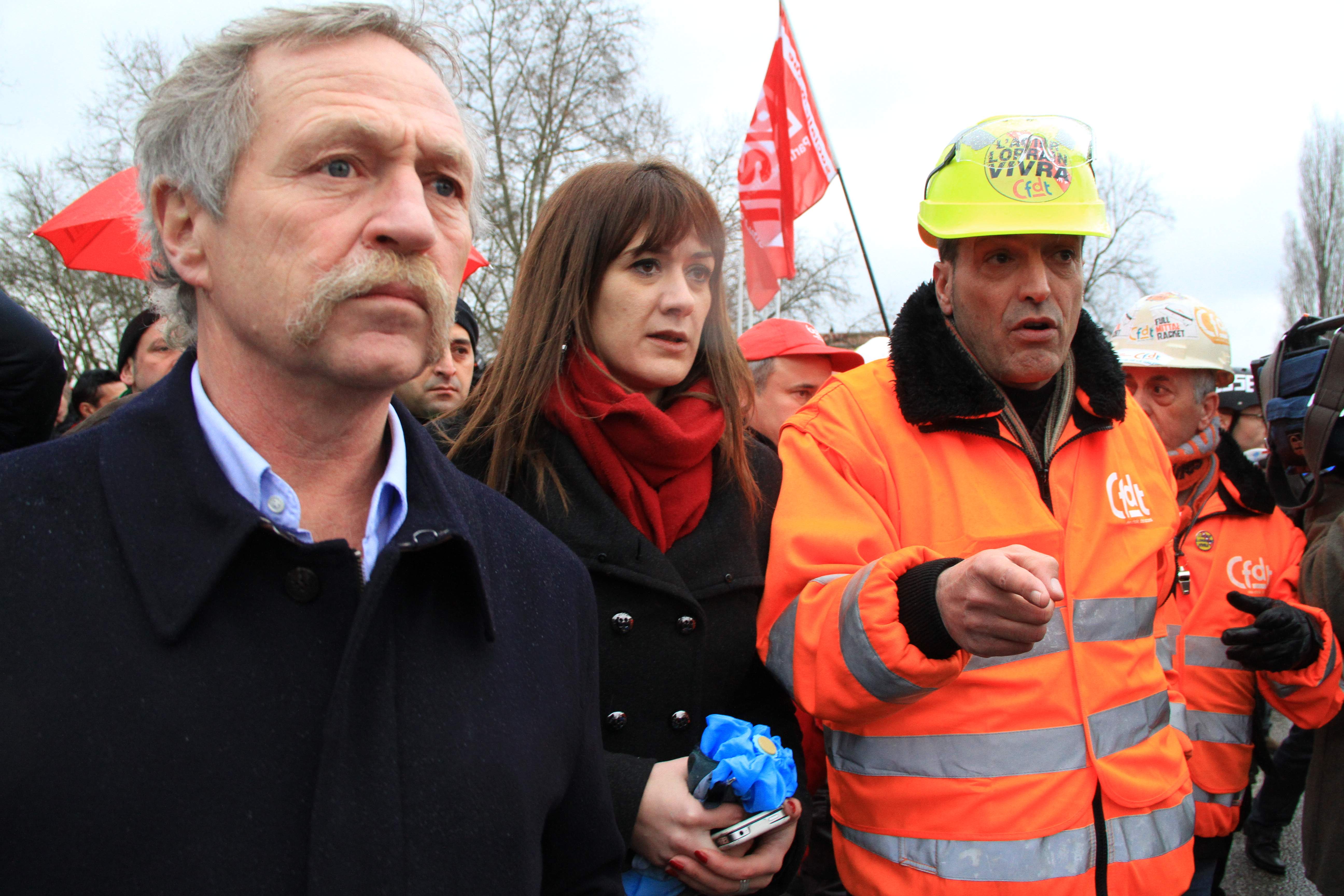
José Bové, Sandrine Bélier eurodéputés EÉLV au Parlement européen et Édouard Martin. Manifestation des ouvriers d’ArcelorMittal le 6 février 2013 à Strasbourg.

Les ouvriers d’ArcelorMittal manifestent le 6 février 2013 à Strasbourg au Parlement européen mais sans obtenir gain de cause.
Le 17 décembre 2013, Édouard Martin est désigné tête de liste PS aux élections européennes de 2014 à la place de Catherine Trautmann dans le Grand Est, cette dernière occupant la seconde place sur la liste. Son engagement politique suscite la réserve de plusieurs syndicats. Il est élu le 25 mai et entrera en fonction le 1er juillet 2014. En novembre 2014, à la suite de l'annonce de quelques nouveaux emplois à Florange, il évoque « un signal plutôt positif » en dépit des réserves d'autres élus du PS.
Après la victoire de Benoît Hamon à la primaire citoyenne de 2017, il est chargé du pôle « emploi industriel, reconversion » dans le cadre de sa campagne présidentielle.
En octobre 2018, il officialise sa rupture avec le Parti socialiste en devenant le porte-parole de la délégation du parlement européen de Génération.s. Lors d'un discours au Cirque d'Hiver le 6 décembre 2018, il annonce vouloir participer aux prochaines élections européennes sous la bannière de ce dernier parti. 
Lors des élections européennes du 26 mai 2019, il se présente en dernière position sur la liste citoyenne du Printemps européen de Génération.s dirigée par Benoît Hamon. Il avait annoncé dès son élection qu'il ne solliciterait pas de second mandat et s'est remis en quête d'un emploi.

## Postérité
Édouard Martin a inspiré le personnage de syndicaliste joué par Vincent Lindon dans le film En guerre de Stéphane Brizé. Mais le film s'inspire aussi en grande partie du personnage de Xavier Mathieu, leader CGT de l'usine Continental AG de Clairoix, en Picardie.

## Publication
- Ne lâchons rien, Le Cherche midi, 2013, 123 p. (ISBN 978-2-7491-3204-4 et 2-7491-3204-5)